# Episodi di SOKO - Misteri tra le montagne (decima stagione)
La decima stagione della serie televisiva SOKO - Misteri tra le montagne è stata trasmessa in anteprima in Austria da ORF 1 tra il 5 aprile 2011 e il 12 luglio 2011.
| nº | Titolo originale      | Titolo italiano | Prima TV Austria | Prima TV Italia |
| -- | --------------------- | --------------- | ---------------- | --------------- |
| 1  | Ganz in Weiß          |                 | 5 aprile 2011    |                 |
| 2  | Ein Junge namens Nono |                 | 12 aprile 2011   |                 |
| 3  | Aurum                 |                 | 19 aprile 2011   |                 |
| 4  | Geisterjäger          |                 | 26 aprile 2011   |                 |
| 5  | Töten ist Silber      |                 | 3 maggio 2011    |                 |
| 6  | Süchtig               |                 | 10 maggio 2011   |                 |
| 7  | Ein klarer Schnitt    |                 | 24 maggio 2011   |                 |
| 8  | Böses Blut            |                 | 31 maggio 2011   |                 |
| 9  | Mordsgewinn           |                 | 14 giugno 2011   |                 |
| 10 | Die Dolmetscherin     |                 | 21 giugno 2011   |                 |
| 11 | Jedermanns Tod        |                 | 28 giugno 2011   |                 |
| 12 | Sunset                |                 | 5 luglio 2011    |                 |
| 13 | Auf Liebe und Tod     |                 | 12 luglio 2011   |                 |